# Dmitri Jvostov
Dmitri Grigórievich Jvostov, en ruso: Дмитрий Григорьевич Хвостов, (nacido el 21 de agosto de 1989 en Ivánovo, Rusia) es un jugador de baloncesto ruso que juega en el BC Zenit San Petersburgo de la VTB United League. Con 1,90 m de estatura, su puesto natural en la cancha es el de base.

## Trayectoria
- MBC Dinamo Moscú (2006-2011)
- BK Jimki (2011-2013)
- BC Nizhni Nóvgorod (2013-2016)
- Lokomotiv Kuban (2016-2019)
- BC Zenit San Petersburgo (2019- )